# Stomylomyia turkestanica
Stomylomyia turkestanica är en tvåvingeart som beskrevs av Paramonov 1929. Stomylomyia turkestanica ingår i släktet Stomylomyia och familjen svävflugor. Inga underarter finns listade i Catalogue of Life.